# Гуревич, Григорий Маркович
Григорий Маркович Гуревич (1898—1969) — советский украинский хирург. Доктор медицинских наук (1935), профессор (1935). Заслуженный деятель науки УССР (1943). Полковник медицинской службы.

## Биография
Родился в Гомеле 20 сентября 1898 года[по какому календарю?]. Окончил Киевский медицинский институт (1920), после чего работал врачом-интерном в одной из киевских больниц. В 1925—1931 годах руководил хирургическим отделением больницы в Коростене. В 1931—1934 годах он возглавлял 2-ю рабочую больницу в Киеве. В течение этих лет он активно занимался научными исследованиями, результатом которых стала докторская диссертация о заболеваниях щитовидной железы, успешно защищенная в 1935 году.
С 1934 года заведовал кафедрой общей хирургии Винницкого медицинского института (в 1935 году был утверждён в звании профессора), а с 1940 года руководил кафедрой общей хирургии Киевского института усовершенствования врачей.
Участвовал в Великой Отечественной войне: главный хирург Юго-Западного направления (июль 1941 — март 1942), Крымского, Северо-Кавказского (июнь — август 1942), Юго-Восточного, Сталинградского (сентябрь 1942 — январь 1943), Южного и 1-го Прибалтийского фронтов (октябрь 1943 — май 1945).
В 1945 году он был главным хирургом Прибалтийского военного округа и заведующим кафедрой оперативной хирургии Рижского университета.
В 1946—1950 годах — заведующий кафедрой онкологии Харьковского института усовершенствования врачей. В 1950—1969 годах — заведующий кафедрой хирургических заболеваний Полтавского медицинского стоматологического института.
Был награждён орденом Красного Знамени, орденами Отечественной войны I и II степени, орденом Красной Звезды и многими медалями.
Умер в Харькове 6 июля 1969 года.

## Научные работы
Автор свыше 70 научных работ, среди которых:
- «Эндемический зоб». — Киев, 1935;
- «Тиреотоксикоз и его хирургическое лечение». — Москва, 1968.

## Источник
- Гуревич Григорий Маркович